# Joseph Delaunay
Joseph Delaunay (24. prosince 1752, Angers – 5. dubna 1794, Paříž) byl politik za Velké francouzské revoluce.

## Životopis
Byl národním komisařem u soudu v Angers. V roce 1791 byl departementem Maine-et-Loire zvolen zástupcem do Zákonodárného shromáždění. V roce 1792 byl stejným departementem znovu zvolen poslancem Konventu. Jako zástupce Hory byl členem komise Šesti pro dohled nad revolučním tribunálem. Byl zatčen s přeživšími girondisty a postaven před soud za korupci v kauze likvidace Východoindické společnosti. Byl odsouzen k trestu smrti a popraven 16. germinalu roku II (5. dubna 1794), stejně  jako Danton, Desmoulins, d'Églantine, bratři Junius a Emmanuel Freyové, Chabot, Basire, Philipeaux, Hérault de Séchelles, Delacroix a jiní.